# Унисон (театр)
Театр «Унисон» -  один из ведущих коллективов в жанре современной театральной  клоунады. Появился в Казани (Россия) в 1989 году.  Основатели, режиссеры и актеры театра - Ирек Ибатуллин и Елена  Марьяхина.  «Унисон» является многократным лауреатом и призёром фестивалей пантомимы, клоунады и юмора в России и Европы. 

## Направление, жанр, стиль
«Унисон» – это театр, который обходится  без слов. Это уникальный сплав комедии ситуаций, музыкальной эксцентрики, лирической и философской клоунады, кукольного театра  и пантомимы. Стиль «Унисона» это лаконизм и простота,  изобретательность  и непринужденность, выразительность  персонажей и оригинальность  сюжетных поворотов. При этом «…канва номеров  достаточно проста, и все великолепие  звучания достигается  скорее формой и манерой  ее воплощения.» (Журнал "Советская  эстрада и цирк")
Творческое  кредо  коллектива - несерьезно о серьезном.  

## История
Коллектив  был образован в Казани в 1989 году Иреком Ибатуллиным и Еленой Марьяхиной. Он – математик-программист, и она - пианистка встретились в  студии пантомимы и продолжили свой  жизненный и творческий путь уже вместе. Закончив в 1988 году курсы режиссеров пантомимы (руководитель Рудберг И.Г.), Ирек совместно с Еленой  создает  театр-студию «Унисон». Первыми  студийцами был  придуман и сыгран спектакль «Хохороны»– современное  прочтение традиционных тем русского  фольклора. Эта работа приносит Гран-При на казанском фестивале пантомимы в 1989 году. 
После  этого  началась работа над новым проектом "DUR-SHOW". К этому времени  определился основной  состав участников: Ибатуллин Ирек, Марьяхина Елена, Гафиатуллина  Эндже, Чижов Алексей. "DUR-SHOW" - это  каскад комических  ситуаций и неожиданных поворотов  в  отношениях ярких и эксцентричных персонажей. Эта  работа определила самобытный  стиль и направление театра.  Вот как об этом  спектакле писала Московская Независимая газета «… Чудо появления театра «Унисон» возродившего  мастерство изящной  буффонады остается  тайной…Такими я  воображала  персонажей мюзик-холлов и театров кабаре  начала  20ого века.» А легенда российского  цирка  Рудольф Славский называет спектакль «праздником  хорошего вкуса».  Успех "DUR-SHOW" на  фестивале «Раз-два-Три-Четыре» (Гран-При, Казань 1991) выводит   коллектив в число ведущих в  жанре  современной клоунады.  Приступает приглашения  в проекты  Славы Полунина, в  Московский театр  клоунады Терезы Дуровой, в шоу Яна Арлазорова  "Смехачи". Начиная с 1993 года  «Унисон» выступает не только  в России, но и в других  странах. Это поездки на  престижные фестивали и  съемки ТВ шоу.  (Япония, Канада, Германия,  Испания, Китай, Франция)  А также  работа в ведущих  варьете Европы, например  в  программе "Illusionen" "Wintergarten Variete"  (Берлин 1996 год),  гастрольное турне  по  девяти штатам  США (1994). Участие в крупнейшем  фестивале  юмора «Just for Laughts» (Монреаль,1995). В 1997 году коллектив  покидают Эндже Гафиатуллина и Алексей Чижов, и «Унисон» превращается  в  семейный театр  своих  создателей. Потеря двух ярких и талантливых  актеров не останавливает творческий  процесс, а наоборот становится стимулом для  создания  новых работ, которые мгновенно становятся  хитами. Мистическая история «Пикник на обочине» (не по Стругацким) получает первую премию на всероссийском конкурсе  артистов  эстрады «Кубок  юмора» (Москва, 1999). С комической  миниатюрой про Фотографа и Пианистку («Лунная  соната») дуэт работает в США в программе “IMAGINAYA”  совместно с театром  танцев  «Тодес» (Билокси 2007). Позже становится обладателем первой премии телевизионного  конкурса «Большая разница». (2013)
Со своими оригинальными номерами «Концерт  для флейты и фортепьяно», «Тореадор», «Пикник  на обочине» и «Лунная  Соната» «Унисон»  становится желанным гостем практически во всех  юмористических  программах российского  телевидения (Смешные люди", "Смехопанорама", "Кривое Зеркало",  "Измайловский парк"). 
Развивая стилистику номера  «Пикник на обочине» театр выпускает одноименный  спектакль. Это  лирико-философские  притчи в сопровождении  живой музыки. На сцене появляется новый участник Тимур Ибатуллин, который является и персонажем и исполнителем собственной музыке в спектакле.  
В середине нулевых у Еленыи Ирека  начинается новый творческий этап. В течение более десяти лет они являются бессменными  членами жюри всероссийского  фестиваля «Студенческая Весна».  Они проводят большое количество мастер-классов и творческих лабораторий в десятках городов  России  от  Краснодара до  Владивостока. В эти же  годы ведут  студию современной клоунады в МГУ. Их часто приглашают как экспертов по  пластике и членов жюри на театральные  фестивали Казань, Владимир, Кемерово,  а также в Украину в качестве  членов жюри на первый  фестиваль  клоунады и пантомимы «Комедиада» в рамках  знаменитой Одесской  юморины. (2011)
В 2014 году  родился спектакль «Я играю на  краю». Эту работу  можно отнести к жанру эксцентрической пантомимы. Это маленькие истории объединенные двумя сквозными персонажами, которые на  протяжении спектакля  ищут себя и друг друга. Помимо новых эпизодов в спектакль вписались и проверенные  годами лучшие хиты  театра. Начиная  с 2017 Унисон  выходит из  привычной атмосферы театральной сцены на улицы.  Примеряя  на себя имидж площадного  театра. Следуют на уличных  фестивалях в Казани,  Самаре, Туле и в Польском городе Штум. В 2021 году вдохновленный новым опытом Унисон выпускает по авторскому сценарию новый спектакль «Король и дракон». Для  участия в нем в коллектив возвращается  Алексей Чижов. Эта работа  отличается от всего  того, что театр  делал раньше. Спектакль сделан в открытой гротескной манере. Артисты  вводят живую  речь и активно общаются со зрителями.  Этот созданный  для детей и их родителей спектакль смело соединяет различные  приемы и жанры: и кукольный театр, и пантомиму и буффонаду. А  близкие отношения  со зрителями и всевозможные шоу-приемы делают спектакль еще более  ярким и зрелищным. 

## Состав Унисона
- Ибатуллин  Ирек - художественный руководитель, сценарист, режиссер-постановщик, актер
- Марьяхина Елена - режиссёр-постановщик, педагог, актриса

В разные годы в «Унисоне» играли:
- Чижов Алексей - ведущий актер, сценарист
- Гафиатуллина Эндже - ведущая актриса
- Индюков Сергей - актёр, автор и исполнитель музыки
- Ибатуллин Тимур - актёр,  автор и исполнитель музыки к спектаклю
- Лейдер Евгений - актёр, музыкант
- Сержантова Олеся  - актриса
- Солопов Александр - актёр
- Балуева Татьяна - актриса

## Гастроли и другие выступления
Начиная с 1993 года «Унисон» выступает не только в России, но и в других странах. Он участник многих фестивалей и конкурсов юмора. Среди них:
- «Кубок Юмора» (Москва, Россия)
- «Limburgs straattheater festival» (Голландия)
- «Festival d ete international de Quebec» (Квебек, Канада)
- «International Comedy Festival» (Китай)
- «Just for Laughs» (Монреаль, Канада)

Также «Унисон» неоднократно приглашался для участия на телевидение:
- «UNITED SLAPSTICK» (TV 3 SAT — Ганновер, Германия)
- «HOPPALA» (ORF — Вена, Австрия)
- ТВ-ШОУ на Каталонском телевидении (Барселона, Испания)
- «Le Plus Grand Cabaret du Monde» (France 2 and TV5 — Париж, Франция)

Участие в программах:
- «The Russian Clowns in USA» (турне по 9 штатам США)
- «Super Slapstickshow» (Ганновер, Германия)
- «Illusionen» («Wintergarten Variete» — Берлин, Германия)
- «Picanterie» («Friedrichsbau Variete» — Штутгарт, Германия)
- «IMAGINAYA» (Билокси, США)